# Cobi (Unternehmen)

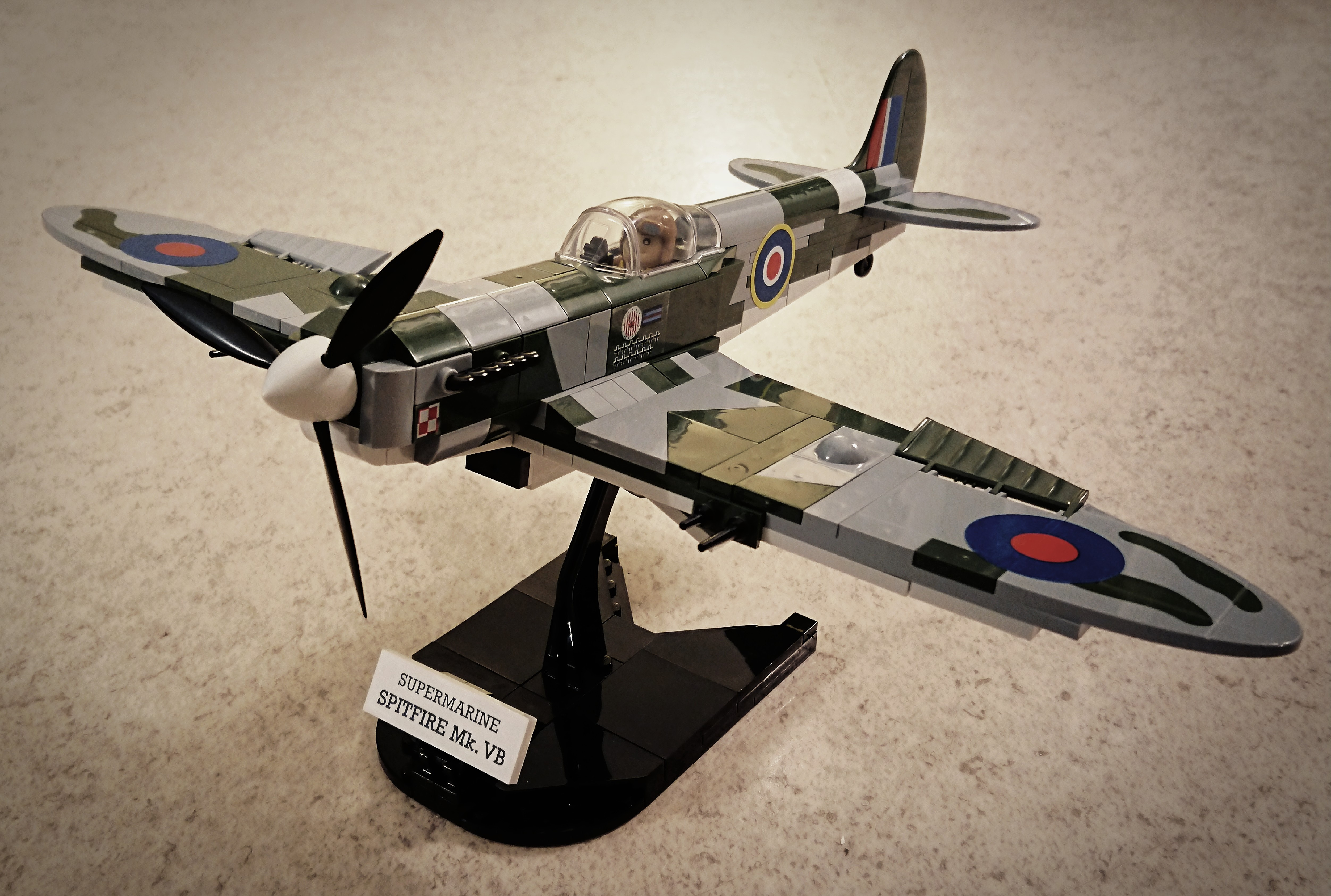
Klemmbausteinmodell von Cobi

Cobi ist ein polnischer Spielzeughersteller mit Firmensitz in Warschau. Angeboten werden unter anderem Klemmbausteine.

## Geschichte
Robert Podleś gründete 1987 das Unternehmen unter dem Namen Etrob und produzierte anfangs Puzzles und Brettspiele. Im Jahr 1992 gründete er eine Tochtergesellschaft namens Cobert, die sich auf Spritzgießen spezialisierte. Im selben Jahr begann die Produktion von Klemmbausteinen im Rastermaß 8 mm unter dem Markennamen Cobi. Aufgrund des Markterfolgs konzentrierte das Unternehmen seine Produktpalette auf dieses Marktsegment. 1996 eröffnete das Unternehmen ein Produktionszentrum im polnischen Mielec. Am 2. Februar 2006 fusionierte das Unternehmen mit dem britischen Klemmbausteinhersteller Best-Lock mit starker Marktpräsenz in Nordamerika und Asien. Die Produkte der Unternehmensverbindung werden weiter unter separaten Markennamen verkauft, unter anderem unter der Marke Best-Lock bei nordamerikanischen Einzelhändlern.

## Themen

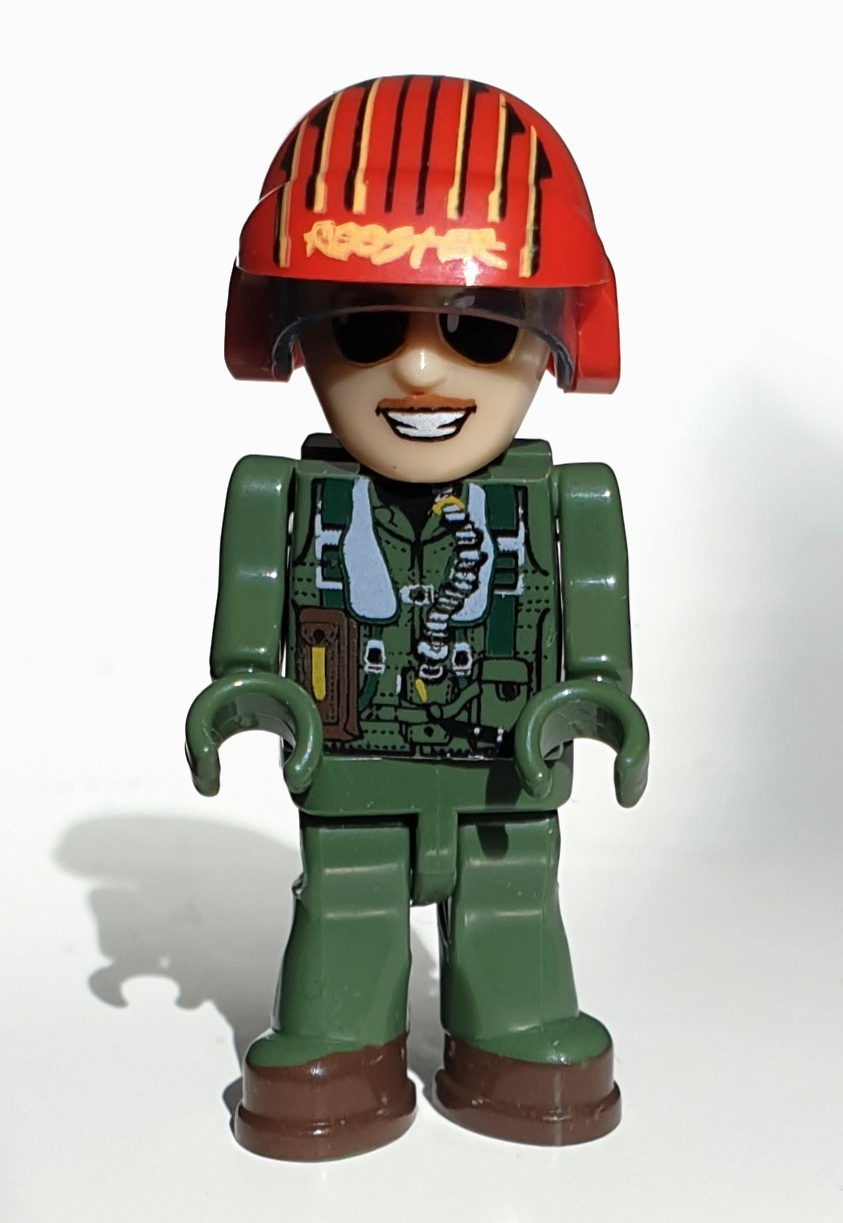
Minifigur aus Set 5804 „Top Gun Maverick“

Das Portfolio ist nach Themen aufgeteilt, wobei jedes Thema mehrere Bausteinsätze umfasst. Das Unternehmen „hat sich in besonderem Maße dem Nachbau historischer Kriegsgeräte verschrieben“, der Großteil des Angebots besteht aus militärischer Ausrüstung des 20. und 21. Jahrhunderts, wie Panzern, Schiffen und Flugzeugen. Lego verfolgt die Geschäftspolitik, keine realistischen, sondern nur fiktionale Waffensysteme und Militärausrüstung herzustellen, was anderen Bausteinfirmen ermöglicht, dieses Marktsegment zu bedienen. Cobi hält verschiedene Lizenzvereinbarungen, unter anderem mit mehreren Museen (wie dem Deutschen Panzermuseum Munster, dem Bovington Tank Museum oder der Smithsonian Institution) und Fahrzeugherstellern, aber auch für einige Hollywood-Filme (z. B. Top Gun: Maverick) und Computerspiele (wie World of Tanks), sowie Kooperationen mit Musikgruppen (wie Sabaton).

## Unterschiede zu Lego
Cobi produziert auch eigens entwickelte Bausteine, die sich von denen des dänischen Klemmbausteinhersteller Lego unterscheiden, jedoch zum Lego-System kompatibel sind. In den letzten Jahren wurden bedruckte Bausteine gegenüber Aufklebern vorgezogen. Die Produkte, die ausschließlich bedruckt sind, werden mit dem Siegel „Pad Printed – No Stickers“ versehen.
Die Minifiguren haben die gleiche Körpergröße wie die von Lego, jedoch einen profilierteren Kopf, bei dem die Nase hervorragt.
Zudem zeichnet sich Cobi dadurch aus, dass sie als einziger Klemmbaustein-Hersteller ausschließlich in der EU produzieren.

## Videospiel
2002 veröffentlichte Cobi das PC-Spiel COBI: Mała Armia (COBI: Kleine Armee).

## Rezeption
Thorsten Klahold, der einen Youtube-Kanal zum Thema Klemmbausteine betreibt und Lego-kompatible Klemmbausteine vertreibt, bezeichnete Cobi in einem Interview mit der Neuen Westfälischen im Februar 2021 als „die beste Alternative, die es zu Lego gibt“.